# Neolophonotus elgon
Neolophonotus elgon là một loài ruồi trong họ Asilidae. Neolophonotus elgon được Oldroyd miêu tả năm 1939. Loài này phân bố ở vùng nhiệt đới châu Phi.